# Ruth Williams Khama
Pour les articles homonymes, voir Williams et Khama.
Ruth Williams Khama, dite Lady Khama, née Ruth Williams le 9 décembre 1923 à  Eltham au Royaume-Uni, et morte le 22 mai 2002 à Gaborone au Botswana, est une personnalité publique connue en tant qu'épouse de Seretse Khama, chef de la tribu Bamangwato et premier président de la république du Botswana. Elle est Première dame du Botswana de 1966 à 1980.

## Biographie

### Jeunesse
Ruth Williams est née à Meadowcourt Road à Eltham dans le sud de Londres,. Elle est la fille de George et Dorothy Williams. Son père a servi comme capitaine dans l'armée britannique en Inde, et a travaillé plus tard dans le commerce du thé. Elle a une sœur, Muriel Williams-Sanderson, dont elle reste très proche.
Elle fait ses études à la Eltham Hill Grammar School, puis s'engage comme conductrice d’ambulances pendant la Seconde Guerre mondiale en tant qu'auxiliaire féminine de l'aviation (WAAF). Après la guerre, elle occupe un poste de commis pour Cuthbert Heath, un cabinet d'assurances travaillant pour la Lloyd's of London.

### Mariage
En juin 1947, lors d'une soirée dansante à Nutford House organisée par la London Missionary Society, la sœur de Ruth Williams lui présente Seretse Khama. Il est le fils du chef Sekgoma II du peuple Bamangwato et fait des études de droit à l'Inner Temple de Londres après une année au Balliol College à Oxford. Le couple est fan de musique de jazz, en particulier The Ink Spots et ils tombent rapidement amoureux. Leur projet de mariage suscite une controverse, à la fois avec les anciens des tribus du Bechuanaland et avec le gouvernement de l'Afrique du Sud, qui vient de mettre en place le système de ségrégation raciale connu sous le nom d'apartheid.
Le gouvernement britannique intervient pour empêcher le mariage [réf. nécessaire]. L'évêque de Londres, William Wand, déclare qu'il ne permettra un mariage à l'église que si le gouvernement est d'accord. Le couple se marie à Kensington au mois de septembre 1948. Daniel Malan, Premier ministre d'Afrique du Sud, décrit ce mariage comme « nauséabond ». Julius Nyerere, alors étudiant professeur et plus tard président de la Tanzanie, déclare que c'est « l'une des plus belles histoires d'amour du monde ».

### Retour au Bechuanaland
Le couple retourne au Bechuanaland, alors protectorat britannique, où l'oncle de Seretse, Tshekedi Khama, est régent du royaume Bangwato. Après avoir reçu le soutien populaire du Bechuanaland, Seretse est appelé à Londres en 1950 pour des discussions avec des responsables britanniques. Il est alors retenu en Angleterre. Ruth le rejoint après la naissance de leur fille, et le couple vit en exil à partir de 1951 à Croydon.

### Famille
Ruth et Seretse Khama ont quatre enfants. Jacqueline naît en 1950 au Bechuanaland. Leur premier fils, Ian voit le jour lui en 1953 en Angleterre et les jumeaux Anthony et Tshekedi naissent au Bechuanaland, en 1958. Anthony a été nommé d'après Anthony Wedgwood Benn, connu sous le nom de Tony Benn, qui avait pris en charge leur retour d'exil. 
Les soutiens et protestations populaires perdurent dans le Bechuanaland et le couple est autorisé à revenir en 1956, trois ans après la naissance de leur fils, après que des Bamangwato aient envoyé un télégramme à la reine Élisabeth II. Mais Seretse doit renoncer au trône tribal et devient éleveur de bovins à Serowe.

### Première dame du Botswana
En 1961, Seretse Khama fonde le Parti démocratique du Bechuanaland ; il remporte les élections générales en 1965. En tant que Premier ministre du protectorat, il œuvre pour l'indépendance. Quand celle-ci est proclamée en 1966, Seretse Khama devient le premier président du Botswana. Lady Khama exerce une forte influence, active politiquement en tant que Première dame de 1966 à 1980, lors des quatre mandats consécutifs de son mari.
Après la mort de son mari en 1980, elle demeure au Botswana où elle est reconnue comme Mohumagadi Mma Kgosi (la mère du chef, ou la reine-mère).
Deux de leurs fils, Ian et Tshekedi, deviennent hommes politiques. Ian Khama a notamment occupé les fonctions de vice-président du Botswana de 1998 à 2008, et de président de 2008 à 2018.

### Mort
Lady Khama meurt des suites d'un cancer de la gorge le 22 mai 2002 à Gaborone, à l'âge de 78 ans. Elle est enterrée à Serowe, à côté de son mari,.

## Dans la culture
- Le mariage des Khama et celui de Peggy Cripps avec un Africain anti-colonialiste, Nana Joe Appiah, dans les années 1950, aurait partiellement inspiré le scénario du film Devine qui vient dîner (1968)[10].
- Le film A Marriage of Inconvenience, tiré du livre éponyme de Michael Dutfield sur l'histoire du couple, est sorti en 1990[11].
- Dans Colour Bar: the Triumph of Seretse Khama and his Nation (« Barrière de couleur : le triomphe de Seretse Khama et de sa nation »), Susan Wlliams décrit l'histoire de ce couple mixte et les obstacles qu'il a dû affronter (Penguin books, 2007)[12]. Une réédition opportuniste est effectuée en 2017 sous le titre Colour Bar: A United Kingdom.
- Le film A United Kingdom, réalisé par Amma Asante et sorti en 2016, retrace la vie du couple. Le rôle de Ruth Williams Khama y est interprété par Rosamund Pike[13].